# Nepo Laulala

a Compétitions nationales et continentales officielles uniquement.

b Matchs officiels uniquement.
Dernière mise à jour le 20 juin 2024.
Nepo Laulala, né le 6 novembre 1991 à Moto'otua (Samoa), est un joueur international néo-zélandais d'origine samoane de rugby à XV, évoluant au poste de pilier droit.
Il est le frère cadet du centre international néo-zélandais Casey Laulala.

## Carrière

### En club
Nepo Laulala naît et grandit aux Samoa. Il rejoint la Nouvelle-Zélande à l'adolescence pour être scolarisé à la Mount Albert Grammar School (en), puis au Wesley College d'Auckland.
Il commence sa carrière professionnelle en 2011 avec l'équipe de Canterbury en National Provincial Championship.
En 2013, il fait ses débuts en Super Rugby avec la franchise des Crusaders,. Lors de sa première saison avec la franchise de Christchurch, il ne dispute que trois matchs, barré à son poste de pilier droit par l'expérimenté All Black Owen Franks. Lors des deux saisons suivantes, il joue davantage de rencontres, mais reste dans un rôle de doublure de Franks (8 titularisations en 30 matchs).
En 2016, il quitte les Crusaders et rejoint la franchise des Chiefs, où il compense le départ de Ben Tameifuna vers le Racing 92. Dans le même temps, il rejoint également la province des Counties Manukau en Mitre 10 Cup.
Il manque l'intégralité de l'année 2016 en raison d'une grave blessure aux ligaments du genou. Malgré un diagnostic médical initial pessimiste quant à la possibilité de reprendre le rugby, il recouvre correctement de sa blessure, et fait ses débuts avec les Chiefs lors de la saison 2017. En juillet 2017, il prolonge son contrat avec les Chiefs et la fédération néo-zélandaise jusqu'en 2020.
En 2021, il rejoint la franchise des Blues pour un contrat de deux saisons. Lors de sa première saison, son équipe remporte le Super Rugby Trans-Tasman, après une finale gagnée face aux Highlanders. L'année suivante, les Blues font à nouveau un bon parcours, mais échouent cependant en finale de la compétition face aux Crusaders. En octobre 2022, il prolonge son contrat avec les Blues et la fédération pour une saison supplémentaire.
En 2023, il est annoncé qu'il quitte la Nouvelle-Zélande pour rejoindre la France, signant un contrat de trois saisons avec le Stade toulousain en Top 14,. Il joue neuf matchs dont six en tant que titulaire durant la saison 2023-2024, avant de se blesser gravement à un entraînement en seconde partie de saison. Il est victime d'une rupture du tendon d'Achille, mettant fin prématurément à sa première saison en France.

### En équipe nationale
En juillet 2015, Nepo Laulala est sélectionné pour la première fois par Steve Hansen pour évoluer avec les All Blacks. Il connait sa première cape internationale le 8 juillet 2015 à l’occasion d’un test-match contre l'équipe des Samoa à Apia.
Il dispute dans la foulée le Rugby Championship 2015, mais n'est pas sélectionné pour participer à la Coupe du monde 2015 en Angleterre.
Après deux années d'absence à cause de blessures, il est rappelé en sélection nationale en août 2017 pour participer au Rugby Championship 2017.
En août 2019, il est retenu dans le groupe de 31 joueurs sélectionné pour disputer la Coupe du monde au Japon. Considéré comme le titulaire au poste de pilier droit, il démarre cinq des six matchs de son équipe lors de la compétition.
Le 7 août 2023, il est sélectionné pour disputer la Coupe du monde en France. Son équipe termine la compétition à la seconde place, après une défaite en finale face à l'Afrique du Sud, match pour lequel il est remplaçant. D'un point de vue personnel, il joue quatre matchs, dont trois comme titulaire.

## Palmarès

### En club et province
- Vainqueur du National Provincial Championship en 2011, 2012, 2013 et 2015 avec Canterbury.
- Vainqueur du Super Rugby Trans-Tasman en 2021 avec les Blues.
- Finaliste du Super Rugby en 2022 avec les Blues.
- Vainqueur du Championnat de France en 2024[N 1]

### En équipe nationale
- Vainqueur du Rugby Championship en 2017, 2020, 2021, 2022 et 2023.
- Finaliste de la Coupe du monde en 2023.

## Statistiques
Au 15 décembre 2023, Nepo Laulala compte 53 capes en équipe de Nouvelle-Zélande, dont 36 en tant que titulaire, depuis le 8 juillet 2015 contre l'équipe des Samoa à Apia.
Il participe à sept éditions du Rugby Championship, en 2015, 2017, 2019, 2020, 2021, 2022 et 2023. Il dispute dix-neuf rencontres dans cette compétition,.